# Brusseleir!
Brusseleir! is een Brusselse vzw, opgericht op 19 februari 2013, die als doel heeft het Brusselse dialect te promoten.  
Ze doet dit onder andere via het Brussels Volkstejoêter, taallessen, het driemaandelijks be.brusseleir-magazine en evenementen zoals ‘De Weik van’t Brussels’.
‘Et Oeis van’t Brussels’ (‘Het Huis van het Brussels’) is haar centrale ankerpunt. Het huis is gevestigd in de Vlaamsesteenweg 98 te Brussel.
In februari 2021 veranderde ze haar naam van be.brusseleir naar Brusseleir!.

## Projecten

### De Weik van ’t Brussels
Sinds 2004 vindt jaarlijks het erfgoedproject ‘De Weik van’t Brussels’ plaats.  Gedurende ‘De Weik van’t Brussels’ – die in realiteit steeds langer dan een week duurt – wordt het Brussels dialect in de kijker gezet.  Tijdens ‘De Weik van ’t Brussels’ wordt ook de prijs ‘Brusseleir van ’t joêr’ (‘Brusselaar van het jaar’) uitgereikt.
De prijs ‘Brusseleir van’t joêr’ wordt uitgereikt aan een persoon die zich het voorbije jaar verdienstelijk heeft gemaakt voor de Brusselse cultuur.  Sinds 2013 wordt ook de prijs ‘Brusseleir vè et leive’ uitgereikt aan een persoon die zich verdienstelijk heeft gemaakt voor het Brussels dialect of het dialect op positieve wijze uitdraagt binnen zijn/haar bezigheden. 

#### Erelijst ‘Brusseleir van’t joêr’
| Jaar | Winnaar                                                                     |
| ---- | --------------------------------------------------------------------------- |
| 2022 | Union Saint-Gilloise                                                        |
| 2021 | Ibrahim Ouassari                                                            |
| 2020 | De Brusselse zorghelden                                                     |
| 2019 | Gorik Van Oudheusden                                                        |
| 2018 | Anne Teresa De Keersmaeker                                                  |
| 2017 | Caroline Pauwels                                                            |
| 2016 | Brandweer, politie en medische urgentiediensten                             |
| 2015 | Adil El Arbi en Bilall Fallah                                               |
| 2014 | Chris Lomme                                                                 |
| 2013 | Claude Blondeel                                                             |
| 2012 | Dani Klein                                                                  |
| 2011 | Albert Verdeyen                                                             |
| 2010 | Julien Vrebos, Johan Verminnen                                              |
| 2009 | Roland Vanreusel, Christian De Coninck                                      |
| 2008 | Gaby Geysens, Dirk Vannetelbosch                                            |
| 2007 | Carine Roelant, Ghislain Vrijdag                                            |
| 2006 | Brando Meganck, Nadia Scheys                                                |
| 2005 | Freddi Smekens                                                              |
| 2004 | Jef De Keyser, Jef Burm, Sera de Vriendt, Raymond Doms, Marcel de Schrijver |
| 2003 | Roger Van de Voorde                                                         |

#### Erelijst ‘Brusseleir vè et leive’
| Jaar | Winnaar                       |
| ---- | ----------------------------- |
| 2022 | Vic Anciaux                   |
| 2021 | Hugo Weckx                    |
| 2020 | Patrick De Corte              |
| 2019 | José Géal                     |
| 2018 | Jari Demeulemeester           |
| 2017 | Mars Moriau                   |
| 2016 | Bossemans en Coppenolle       |
| 2015 | Paul Van Himst en Eddy Merckx |
| 2014 | Henri Vandenberghe            |
| 2013 | Claude Lammens                |